# Härfågellärkor
Härfågellärkor (Alaemon) är ett litet fågelsläkte i familjen lärkor inom ordningen tättingar. Släktet omfattar endast två arter med utbredning dels från Nordafrika till Pakistan, dels i Somalia:
- Härfågellärka (A. alaudipes)
- Mindre härfågellärka (A. hamertoni)